# Aldea Santa Rosa
Aldea Santa Rosa est une localité argentine située dans le département de Paraná et dans la province d'Entre Ríos. Elle est située à 1 km au nord de la route provinciale 32 et à 7 km à l'est de Crespo.

## Histoire
Elle a été fondée le 1893 par des familles allemandes de la Volga dans le cadre de la Colonia General Alvear, qui l'ont nommée Aldea Santa Cruz, mais avec le temps, le nom Aldea Salto, provenant du ruisseau Salto qui coule à proximité, est devenu prédominant. Les colons d'Espinillo, de Chilcas et d'Isletas, qui souffraient de problèmes de production en raison du manque de routes appropriées, étaient concentrés dans cette fraction. La colonie a connu son apogée entre 1930 et 1960, lorsque ses colons ont commencé à émigrer vers Crespo ou Buenos Aires, en plein essor. Il s'agit d'une zone agricole et d'élevage de bovins avec un fort potentiel avicole. Elle possède une école primaire, mais pour l'enseignement secondaire, ses habitants vont à Aldea San Rafael.

## Démographie
La population du village, c'est-à-dire à l'exclusion de la zone rurale, était de 64 en 2001 et n'était pas considérée comme un village lors du recensement de 1991.

## Politique
Le conseil d'administration a été créé par le décret no 3692/1987 MGJE du 10 juillet 1987 et ses limites juridictionnelles ont été fixées par le décret no 3852/2013 MGJ du 24 octobre 2013.
Par décret no 63/2014 MGYJ du 21 janvier 2014, le conseil d'administration a été reclassé en 3e catégorie. Par le décret no 3381/2019 MGJ du 1er novembre 2019, le conseil d'administration a été reclassé en 2e catégorie.